# Sportroman

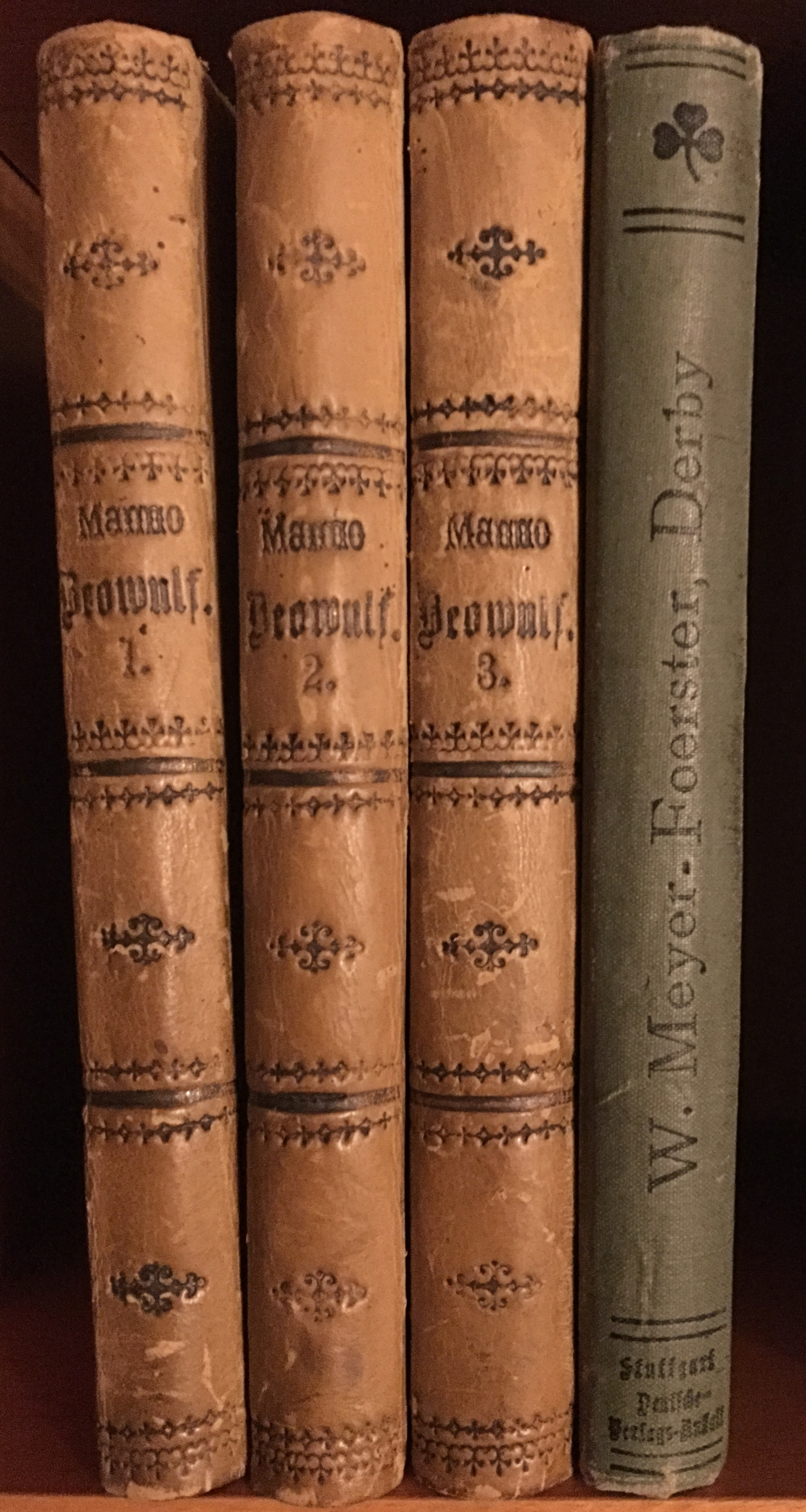
Erste deutsche Sportromane. Beowulf von Manno in 3 Bänden (1882) und Derby von W. Meyer-Foerster (1898)

Der Sportroman gehört nach dem thematischen Ordnungsprinzip zur epischen Großform in Prosa. Gero von Wilpert definiert ihn als einen Roman aus dem Sportlermilieu, der im günstigsten Fall auch das sportliche Geschehen zum Thema einer künstlerischen Aussage nimmt.

## Der Sportroman als Subgenre der Romanliteratur
Mit Sportroman wird ein Subgenre der Romanliteratur bezeichnet (wie z. B. Bildungsroman, Entwicklungsroman, Jugendroman, Zeitroman u. a.). Die Handlung des Sportromans spielt sich weitgehend im sportlichen Milieu ab und zentriert sich zumeist um einen Sportler / eine Sportlerin als Held / Heldin des Erzähltextes.
Dabei zeichnen sich zwei Schwerpunkte der literarischen Gestaltung ab. Zum einen kann der Schwerpunkt auf einer Auseinandersetzung mit dem Leistungssport und seinen Akteuren als bedeutendem gesellschaftlichem Teilbereich liegen. Zum andern stellt das Erzählen vom Sport gern die Sport treibende Person in ihrer individuellen Entwicklung in den Mittelpunkt, wobei die sportlichen Bewegungsaktivitäten durchaus auch außerhalb des organisierten Sports angesiedelt sein können. Insbesondere bei letzterem gewinnt der Sportroman eine größere Nähe zum Bildungs- oder Erziehungsroman. Beide Richtungen sind häufiger auch miteinander verschränkt. Je nach thematischem Schwerpunkt hat der Sportroman auch Anteil an anderen Romangenres, wie etwa dem Abenteuerroman, Kriminalroman, Gesellschaftsroman oder biografischen Roman.

## Die Geschichte des Sportromans

### Die Kaiserzeit Ende des 19. Jahrhunderts
- 1882: Beowulf. Ein Sportroman von Karl Manno (d. i. Karl von Lemcke), der sich ausdrücklich als Sportroman versteht, dürfte wohl der erste Roman in deutscher Sprache sein.

Zum Inhalt: Der Held der Geschichte, Beowulf von Hardenmut auf Hohenbuchen, ist ein bescheidener, klug abwägender und verständnisvoller Charakter, der sich auch durch Stärken im Reiten, Fechten, Schwimmen auszeichnet und der schließlich nach geduldigem Warten die artverwandte Schwanhilde von Gerfalkenstein zur Frau gewinnt. Der Roman spielt im Milieu des norddeutschen und österreichischen mittleren Adels und ist vor allem ein Gesellschaftsroman, in dem es um Aufstieg, Fall und Rivalitäten von Personen und Familien geht. Die erzählte Zeit ist mit 1850 bis 1875 anzusetzen, wobei der Deutsch-Französische Krieg von 1870/71 einen gewissen Prüfstein darstellt, an dem sich die Berufenen der gräflichen Gesellschaft bewähren können, die Unwürdigen und Widersacher aber zugrunde gehen.
Dass dieser Text im Untertitel als Sportroman firmiert, ist wohl der Tatsache zu verdanken, dass sich das Reiten ab der 2. Hälfte des 19. Jhds. immer mehr als Standessymbol und Freizeitbeschäftigung der adligen Gesellschaft entwickelt. Reiten lernen, Ausreiten und Pferderennen, auch das geschickte Führen eines Pferdes im Kriege, sind in diesem Roman als Attribute von Sportlichkeit zu verstehen. Doch sind die entsprechenden Erzählpassagen eher knapp gehalten, bilden keinen Fluchtpunkt der fortschreitenden Handlung. Das legt die Vermutung nahe, dass sich zu jener Zeit das Etikett Sportroman wohl durchaus schon verlegerisch auszuzahlen beginnt. Sport, vor allem der schon in England länger sehr populäre Pferdesport, stellen ein neues bewegungskulturelles Element dar, das vor allem für die oberen Gesellschaftsschichten reizvoll wird und zunehmend Eingang in die Romanwelt findet.
So ist es nicht verwunderlich, dass auch drei weitere frühe Sportromane die adelige Gesellschaft in ihrem Enthusiasmus für das Reiten und den Reitsport zeigen, wobei hier die Leidenschaft für das Wetten hinzu kommt. Das Wetten selbst wird zum Sport und der Turf zum Feld der Wettleidenschaft, das sich gut zur Darstellung reicher, ambitionierter, auch spleeniger Sportsmen eignet, deren Umgang mit Sieg und Niederlage, mit Moral und Unmoral, mit Gewinn und Untergang diese Gesellschaftsromane aber zu förderst interessiert.
- 1888: Vom Start zum Ziel von Henry Hawley Smart. Ins Deutsche übertragen von Franz Wohl. Leipzig: Freund o. J. [engl. EA London 1884]
- 1890: Auf und Nieder von Hermann Vogt. Mit 100 Illustrationen von H. Albrecht. Stuttgart: Krabbe o. J.
- 1898: Derby. Sportroman von Wilhelm Meyer-Förster. Berlin: Deutsche Verlags-Anstalt 1898.

### Die Kaiserzeit Beginn des 20. Jahrhunderts bis zum Ersten Weltkrieg
Auch weitere frühe Sportromane verdanken sich gesellschaftlicher Neuerungen. Hier sind es vor allem das Radfahren und der Radsport, die um 1900 von einigen Romanen aufgegriffen werden. In einer frühen Bilanz aus dem Jahre 1902 führt Eduard Bertz neun Radfahrerromane sowie vier Rennfahrer-Romane (S. 231) an. Aus diesem Korpus ist für ihn Der Vollmensch. Ein Rennfahrerroman (Leipzig 1902) wegen dessen Sachkenntnis und Beobachtungsgabe sowie der gestalteten Faszination wie auch Kritik am Radrennsport in der Tat der eine wahre Rennfahrerroman unserer Literatur (S. 134).
Es darf aber nicht übersehen werden, dass die Sportromane der Zeit bis zum Ersten Weltkrieg im Wesentlichen Unterhaltungsliteratur mit Schilderungen der gehobenen Gesellschaft sind, womit sich ihr literarischer Rang weitgehend in Grenzen hält. Vor diesem Hintergrund versteht sich auch, dass eine ausdrückliche Auseinandersetzung mit dem, was Sport ist, was er als neues gesellschaftliches Phänomen an Chancen und Gefahren mit sich bringt etc., noch kaum von literarischem Interesse ist.
- 1900/01: Der Schwimmer. Geschichte einer Leidenschaft Online von John Henry Mackay

Dieser Roman scheint einer der ersten Romane mit einer künstlerischen Aussage (nach Gero von Wilpert: Sachwörterbuch der Literatur. S. 772) zu sein. Hier wird nicht nur zum ersten Mal die Sportart Schwimmen herangezogen, sondern auch ein Mitglied der unteren Gesellschaftsschicht zur Hauptperson gewählt. Neu ist auch, dass nunmehr die gesamte Romanhandlung einerseits der personalen Bedeutung des Schwimmens für den Helden Franz Felder, wie andererseits dessen Beziehung zum Schwimmen als Wettkampfsport gewidmet ist. Die Innenwelt des Schwimmerseins kontrastiert literarisch reizvoll mit der gesellschaftlichen Vereinnahmung durch die Außenwelt des organisierten Schwimmsportbetriebs. Der Schwimmer ist nicht nur ein 'Sportroman'. Es ist die Geschichte vom Aufstieg und Fall Fall eines Individuums, das stolz ist auf seine Individualität, am Ende aber einsehen muß, daß Individualität allein nicht lebensfähig macht (Hubert Kennedy) John Henry Mackays Der Schwimmer. Reaktionen auf einen Roman

### Die Weimarer Zeit von 1918 bis 1933
Die Jahre der Weimarer Republik gelten als erste Hoch-Zeit des Sportromans. Die enorme Popularisierung, die der Sport in dieser Epoche als Freizeitbeschäftigung für Gesundheit und körperliches Leistungsstreben wie als Zuschauer- und Mediensport erfuhr, haben auch die Schriftsteller, und so manche von Rang, dazu bewegt, analytisch-kritische wie fiktionale Texte zum Sport vorzulegen. Nunmehr bilden auch neuere und massenwirksame Sportarten wie Fußball, Boxen, Tennis, Rad- und Autorennen, Bergsport den Erzählzusammenhang der Sportromane. Bemerkenswert ist die Tatsache, dass sich die sekundären Bemühungen um die Gattung des Sportromans bis heute schwerpunktmäßig mit den Texten jener Zeit befassen (siehe: Fischer, Gamper, Rothe, Sicks). Kai Marcel Sicks hat in seiner umfassenden Studie 36 Sportromane der Weimarer Epoche gesichtet und ausgewählte gründlich analysiert.
Sein Fazit: Die Geschichten, die die Sportromane der Weimarer Republik erzählen, handeln von der Sehnsucht nach den großen Triumphen und der Schmach bitterer Niederlagen, vom Kampf mit schier überwältigenden Gegnern und leidenschaftlichen sexuellen Begehren. Trotz des stereotypen Charakters ihrer Narrationen sind die Sportromane in komplexe semantische Interaktionen eingebunden. Sie leisten ihren eigenen Beitrag zu einer Debatte, die in den zwanziger Jahren vor allem in Intellektuellenkreisen über die Stellung des Sports in der modernen Welt geführt wird, über die Hoffnungen und Ängste, die sich mit der jungen Kulturtechnik Sport verbinden. (S. 227).
Nanda Fischer hat die Vielzahl der Sportromane aus dem ersten Drittel des 20. Jahrhunderts zentral unter dem Kriterium der Geschlechterverhältnisse, der Inszenierung von Männlichkeit und Weiblichkeit, gesichtet; die Arbeit macht deutlich, wie vielfältig die Autorinnen und Autoren die Sportwelten nutzen, die gleichsam zur Sportmetapher (S. 12) der Erzählabsicht werden und Sportmodelle generieren.
- 1927/28: Station am Horizont von Erich Maria Remarque. Fortsetzungsroman in Sport im Bild (1927/28), ein ebenfalls vielgelesener Roman wird von Fischer unter Heldenträume und Traumhelden. Die Idee des utopischen Mannes als Sportler (S. 99) analysiert; die Hauptfigur steht für den Männlichkeitsentwurf des Spielers, der im Autorennsport wie im Lebensspiel (S. 120) das Erlebnis des Tempos als höchster Lebenssteigerung sucht.
- 1928: Sport um Gagaly von Kasimir Edschmid. Zürich: Zsoltay 1928 ordnet Fischer unter Sportkarrierenein, wegen der zentralen Stellung der Sportmetapher (S. 186). Der Roman singe das hohe Lied des Athleten und der Athletin einer sachlichen durchwirkten Sportlichkeit, womit sich diese gegen die Handlungen bloßer Muskelmenschen absetzten (S. 186). Der in der Sekundärliteratur immer wieder angesprochene
- 1931: Mehlreisende Frieda Geier. Roman vom Rauchen, Sporteln, Lieben und Verkaufen. von Marieluise Fleißer. Berlin: Kiepenheuer 1931 rubriziert unter Karrierefrauen und wird von Fischer vor allem deshalb gewürdigt, weil er zunächst dem neuen Sportgeist huldigt (Vitalität, Kampfgeist, Fairness), dann aber die Sportmetapher auch für Barbarei, Herrschaft und Gewalt (S. 230) heranziehe.

Sportromane der Weimarer Zeit stehen häufiger an der Grenze zwischen Jugendlichen und Erwachsenen als Adressaten. Beispiele hierfür sind:
- 1926: Sportmädel. Roman aus dem Turn- und Sportleben der deutschen Frau von Hugo von Waldeyer-Hartz. Leipzig: Koehler&Amelang 1926
- 1930: Sport Hansi, ein Tennis-Roman für junge Mädchen von Clara Schelpers. Stuttgart: Levy&Müller 1930
- 1930: Sport Hansi am Start, ein Sport-Roman. von Clara Schelpers. Stuttgart: Levy&Müller 1930

Dabei verwiesen auch solche Jugendromane häufiger auf das neue, für die Weimarer Zeit typische Bild vom Sport wie auf das Bild der neuen Frau (siehe: Rolf Geßmann: Sport in der Kinder- und Jugendliteratur. S. 385–421.)

### Die Zeit von 1933 bis 1945
- 1935: Die Mannschaft. Roman eines Sportler-Lebens von Friedrich Torberg. Leipzig/Mährisch-Ostrau: Kitts 1935. Dieser bekannte Roman wird von Fischer unter Sport als Modell von Gesellschaftssystemen oder gesellschaftlichen Subsystemen gedeutet (S. 76); der Protagonist findet nach zwischenzeitlicher Distanz von seiner Schwimmmannschaft wieder zu ihr zurück.

(Torberg gehörte ab 1933 zu den verbotenen Schriftstellern im 3. Reich, veröffentlichte aber den Roman noch unter seinem Namen in Leipzig 1935.)

### Die Zeit nach 1945
- 1959 Brot und Spiele von Siegfried Lenz
- 1959/61 Der Himmel kennt keine Günstlinge von Erich Maria Remarque
- 1961 Das dritte Buch über Achim von Uwe Johnson

## Spezielles Subgenre des Sportromans im jugendlichen Handlungsbereich
Da Sport zudem ein auffällig „jugendlicher“ Handlungsbereich ist, sind seine Akteure sehr oft Jugendliche oder junge Erwachsene. Darum können so manche Sportromane auch der Kinder- und Jugendliteratur zugeordnet werden; Grenzziehungen sind hier oft schwierig und sagen nicht unbedingt etwas über die literarische Qualität aus.

## Wann ist ein Roman ein Sportroman?
Die Kennzeichnung eines Romans als Sportroman wird erschwert durch die Frage des quantitativen Anteils sportbezogenen Erzählens. Wie viele Raumanteile machen einen Roman zum Sportroman? Dient Sport lediglich als Erzählfolie, dürfte es in einem solchen Werk eher um anderes gehen als um Sport und der Text weniger als Sportroman angesehen werden können. Nimmt ein Werk nur über vergleichsweise wenige, aber dennoch zentrale Passagen zum Sport Bezug auf, wird die Zuordnung als Sportroman schon schwieriger. So stellt sich die literar-ästhetische Frage danach, was das knappere oder breitfächigere Erzählen vom Sport für die Gestaltungsabsichten des Romanautors, z. B. für Plot, Figurenkonstellation, Spannungsaufbau leistet. Zu einer solchen literarischen Phänomenologie des Sportromans liegen bisher noch kaum Studien vor, eher schon zu Detailstudien wie Körperbilder, Genderfragen, Kampf- und Spielmotiv, Sprache, einzelne Sportarten (z. B. Boxen).

## Zwei Tendenzen des Sportromans
Zwei auffallende Erscheinungsformen kennzeichnen den Sportroman. Vor allem, wenn es um vordergründige Spannung, Aktualität, Milieuschilderung, Fallgeschichten oder Personenbeziehungen geht, tendiert er in seiner Trivialität zur Konsumliteratur. Im Sportroman mit künstlerischer Aussage (G.Wilpert) vermeidet der Autor klischeehafte Erzählmuster.

## Frühe Sportromane im Internet (komplett online, als PDF-Datei)
- Hawley Smart: From Post to Finish. In three volumes. Vol. III, London 1894, S. 282. (archive.org)

- John Henry Mackay: Der Schwimmer. Die Geschichte einer Leidenschaft. Fischer, Berlin 1901. (gutenberg.spiegel.de)